# Jasney
Jasney település Franciaországban, Haute-Saône megyében. Lakosainak száma 186 fő (2022. január 1.). Jasney Girefontaine, Anjeux, Dampierre-lès-Conflans, Melincourt, La Pisseure és Plainemont községekkel határos.

## Népesség
A település népességének változása:
| Lakosok száma | 247  | 247  | 256  | 233  | 218  | 203  | 197  | 191  | 186  |
|               | 2013 | 2015 | 2016 | 2017 | 2018 | 2019 | 2020 | 2021 | 2022 |